# 光年之外
《光年之外》是香港歌手鄧紫棋於2016年12月30日發行的歌曲，由蜂鳥音樂以數位下載形式推出，歌曲為美國電影《太空潛航者》的中國區主題曲。歌曲官方音樂影片在2017年觀看人次突破一億次，成為首位香港藝人達此成就。同時，歌曲也是第十二首突破一億觀看人次的華語歌曲及華語女歌手中最快破億的音樂影片。2019年7月，歌曲的音樂影片成為華語歌手點擊量第一，並且成為首支華語音樂影片突破二億觀看人次。

## 歌曲背景
《太空潛航者》表示會邀請鄧紫棋參與歌曲製作，是因她對華語樂壇的影響及創作技巧。鄧紫棋也表示在看過電影的些許片段後，深深被劇情感動，並寫出幾個版本的樣本。最終選定此版本發行。

## 現場演出
歌曲被選為Queen Of Hearts 世界巡迴演唱會其中一首表演曲目。
- “20年，更青春”——湖南衛視2016－2017跨年演唱會[10]
- 騰訊應用寶星APP之夜（2017-01-13）[11]
- 微博電影之夜（2017-06-18）[12]
- 星和無綫電視大獎2017（2017-10-21）[13]
- 第十一屆音樂盛典咪咕匯（2017-12-16）[14]
- 第十三屆KKBOX風雲榜（2018-01-21）[15]
- 歌手2018（2018-04-13）(和華晨宇合唱)
- 《2018年新北市歡樂耶誕城巨星耶誕演唱會》（2018-12-15）[16]
- 2019年突破獎（2018-11-05）[17]
- 《2018年新北市歡樂耶誕城巨星耶誕演唱會》（2019-12-15）

## 音樂影片
影片中剪輯了電影的部分片段及鄧紫棋在星艦阿瓦隆號演唱。影片開頭鄧紫棋在阿瓦隆號演唱，之後穿插珍妮佛·勞倫斯及克里斯·普瑞特在電影內的畫面，包括二人一起跳舞、玩遊戲、看電影等片段，而後來休眠艙發生故障。影片中運用了特效模擬失重狀態下形成巨大的球形水流。

## 榜單表現
| 榜單                       | 最高排名 |
| -------------------------- | -------- |
| 997                        | 13       |
| 全球華語歌曲排行榜         | 1        |
| 音悅台                     | 1        |
| 中国公告牌Top 10音乐单曲榜 | 1        |

| 榜單                       | 排名 |
| -------------------------- | ---- |
| 中国公告牌Top 10音乐单曲榜 | 4    |

## 備註
1. ↑  連續6星期獲得第一位
2. ↑  連續2星期獲得第一位